# Detrík
Detrík (in ungherese Detre, in tedesco Dittrich) è un comune della Slovacchia facente parte del distretto di Vranov nad Topľou, nella regione di Prešov.